# Bee Gees Words EP(4)

## Közreműködők
- Barry Gibb – ének, gitár
- Robin Gibb – ének
- Maurice Gibb – ének,  gitár, zongora, basszusgitár
- Vince Melouney – gitár
- Colin Petersen – dob

## A lemez dalai
- Words  (Barry, Robin és Maurice Gibb) (1967), mono 3:13, ének: Barry Gibb
- Day Time Girl (Barry, Robin és Maurice Gibb) (1967), mono  2:30, ének: Robin Gibb, Maurice Gibb
- Sinking Ships  (Barry, Robin és Maurice Gibb)  (1967), mono 2:21, ének: Robin Gibb, Barry Gibb, Maurice Gibb
- Really and Sincerely  (Barry, Robin és Maurice Gibb)  (1968), mono 3:28, ének: Robin Gibb